# Robert Laforgue
Pour les articles homonymes, voir Laforgue.
Robert Laforgue, né le 1er décembre 1907 à Préchac et mort le 2 novembre 1988 à Tarbes,, est un coureur cycliste français. Il est notamment devenu champion de France de cyclo-cross en 1935 et 1939.

## Palmarès

### Palmarès sur route
- 1931
  - Bordeaux-Soulac[3]
  - 2e du Circuit de la Chalosse
  - 3e de Bordeaux-Marseille
  - 3e de Bordeaux-Royan
- 1934
  - Bordeaux-Royan[3]
- 1935[3]
  - Circuit Yellow
  - Bordeaux-Royan
- 1937
  - 1re étape du Tour du Sud-Ouest
  - 2e de Bordeaux-Périgueux
  - 3e de Bordeaux-Angoulême

### Palmarès en cyclo-cross
- 1934
  - 3e du championnat de France de cyclo-cross
- 1935
  -  Champion de France de cyclo-cross
- 1939
  -  Champion de France de cyclo-cross